# Choaner
Choaner är inre näsöppningar som möjliggör luftandning genom näsan hos landryggradsdjur.

## Anatomi och embryologi
Med choaner i egentlig bemärkelse avses de öppningar genom vilka näshålan kommunicerar med svalget. De uppstår på följande sätt. Under människans fosterutveckling fördjupas först två luktgropar, så att en primitiv näshåla bildas. Den slutar emellertid blint till dess membranet mellan näshålan och munbukten (stomodeum) brister. Därmed bildas en öppning mellan näshålan och munhålan, omväxlande benämnd inre näsöppning, bakre näsöppning, primitiv choan eller nasalchoan, som efterhand skiljs från den yttre näsöppningen av förkäken (premaxilla). Denna inre näsöppning sluts snart genom att gomutskott från vardera sidan växer in mot munhålans mittlinje och förenas med den ovanliggande nässkiljeväggen (septum nasi). Därigenom bildas den komplexa sekundära gommen, den definitiva näshålan och den definitiva munhålan. Gombildningen pågår vecka 8 till 12. Störningar i processen medför gomspalt. Den sekundära gommen avskiljer helt munhålan från näshålan; den sistnämnda bibehåller dock en passage bakåt mot svalget. Passagen mynnar ut i en parig öppning, choanerna, mot övre delen av svalget (nasopharynx). De omgärdas av skivor och utskott från gombenen (ossa palatina) och kilbenen (ossa sphenoidalia); höger och vänster choan skiljs åt av plogbenet (vomer). Egentliga eller sekundära choaner förekommer således bara hos djur med sekundär gom.

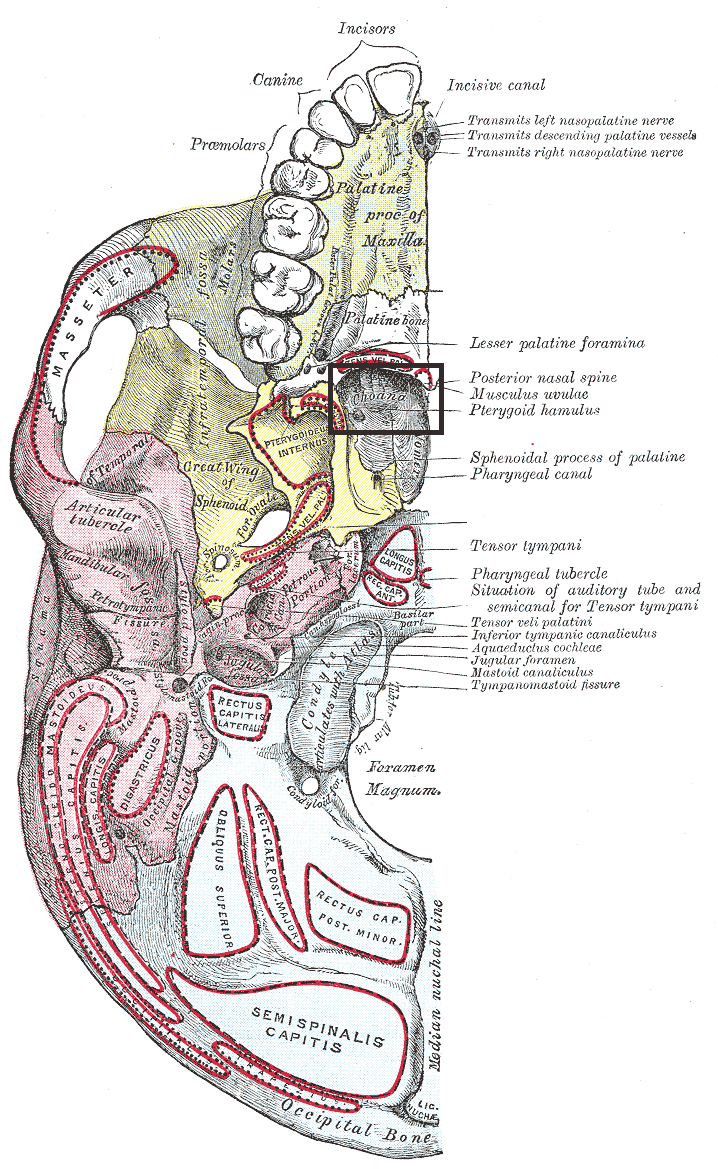
Homo sapiens: Skallbasen med höger choan markerad

## Jämförande anatomi
Förutom hos däggdjur har en sekundär gom och choaner utvecklats hos krokodiler och delvis hos sköldpaddor, fåglar och therapsider Hos övriga landryggradsdjur står näshålan inte i förbindelse med svalget utan med munhålan genom inre näsöppningar eller primitiva choaner (jfr den primitiva choanen i människans fosterutveckling). Sådana inre näsöppningar förekommer även hos vissa fiskar, som lungfiskar och havsmöss samt ett fåtal taggfeniga fiskar, däribland stjärnkikare och den nakna antarktisdrakfisken (Gymnodraco acuticeps). Dessa taggfeniga fiskar har sålunda tre par näsöppningar: två yttre näsöppningar (främre och bakre) på var sida om nosen och ett par inre näsöppningar.
De inre näsöppningarnas (eller primitiva choanernas) evolutionära ursprung har varit omtvistat. Enligt en teori skulle de vara homologa med den bakre yttre näsborren hos fiskar. Flertalet fiskar har två yttre näsborrar på varje sida, en främre inströmningsnäsborre och en bakre utströmningsnäsborre, men luktorganet står som regel varken i förbindelse med munhåla eller svalg. På grund av vissa anatomiska problem associerade med en sådan teori samt tolkningen av vissa fossil har denna teori dock länge tillbakavisats. Den fossila lobfeniga fisken Kenichthys från mellersta devon i Kina, en basal representant för gruppen "Osteolepiformes" (angett inom citationstecken eftersom gruppen är parafyletisk; ett svenskt namn är grodfiskar) hade en yttre bakre näsborre precis vid överkäkens kant, något som tolkats som ett mellanstadium till en position inne i gommen. En tidigare uppfattning att Porolepiformes, en fossil grupp lobfeniga fiskar (missvisande kallade salamanderfiskar), hade såväl främre och bakre yttre näsborrar som inre näsöppningar har visat sig felaktig; de förmodade inre näsöppningarna låg på yttersidan om gombroskets förbindelser med nospartiet medan de inre näsöppningarna hos grodfisken Eusthenopteron låg längre inåt.

## Sjukdomar i choanerna
Bland medfödda missbildningar kan nämnas choanalatresi, dvs. sammanvuxna choaner. Choanalatresin kan vara förbenad eller membranös samt partiell eller total. Den är oftast ensidig men kan också vara dubbelsidig. Dubbelsidig choanalatresi kan ge uttalade symptom strax efter födseln, som cyanos och i värsta fall omedelbar död. Vanligare är emellertid dysfagi, då barnet inte kan andas genom näsan medan det sväljer. En förträngning av choanerna kan också orsakas av godartade tumörer. Vanligast, särskilt hos unga, är den solitära choanalpolypen. Den utvecklas med en lång stjälk från käkhålan (sinus maxillaris) och sträcker sig genom choanen till nässvalget (nasopharynx).